# Patrick, 5. Earl of Atholl
Patrick, 5. Earl of Atholl (auch Padraig) (* um 1222; † 1242 in Haddington) war ein schottischer Magnat.

## Herkunft und Jugend
Patrick war der zweite Sohn von Thomas of Galloway und von dessen zweiten Frau Isabella, Countess of Atholl. Sein älterer Bruder starb aber bereits als Kind, worauf Patrick nach dem Tod seines Vaters 1231 dessen Erbe wurde. Es ist nicht genau geklärt, wer während seiner Minderjährigkeit die Verwaltung von Atholl übernahm.  Wahrscheinlich befand sich Atholl von 1233 bis etwa 1237 unter der Verwaltung von Alan Durward, der möglicherweise die Vormundschaft über Patrick erworben hatte. 1237 bezeugte ein namentlich nicht weiter genannter Earl of Atholl, möglicherweise Durward, den Vertrag von York. Nach dem Tod von Patricks Onkel Alan, Lord of Galloway 1234 sollte dessen Herrschaft Galloway gemäß dem Feudalrecht unter seinen drei Töchtern aufgeteilt werden. Die lokalen Adligen wollten eine Aufteilung verhindern und erklärten gegenüber König Alexander II., dass sie lieber Patrick als nächsten rechtmäßigen ehelichen Verwandten als Lord of Galloway akzeptieren würden. Der König ließ Galloway dennoch unter den Töchtern aufteilen.

## Ungeklärter Tod und Nachfolge
Obwohl er noch minderjährig war, konnte Patrick um 1242 sein Erbe in Atholl antreten. Noch im selben Jahr wurde seine Leiche zusammen mit den Leichen mehrerer Gefolgsleute von ihm in seinem niedergebrannten Wohnsitz in Haddington gefunden, als dort ein Turnier stattfand. Seine Mörder wurden nie ermittelt, und es gibt auch kein erkennbares Motiv für die Tat. Der mit Patrick verwandte Walter Comyn, Earl of Menteith und andere Angehörige der Familie Comyn beschuldigten John Bisset und dessen Onkel Walter Bisset von Aboyne, für den Mord an Patrick verantwortlich zu sein. Walter Bisset war mit Patricks Tante Ada verheiratet, und die Comyns behaupteten nun, dass die Bissets die Kontrolle über die Besitzungen von Patrick in Galloway und Irland gewinnen wollten. Möglicherweise waren diese Beschuldigungen aber auch nur ein Vorwand, um eine rivalisierende Adelsfamilie zu entmachten. Dies vermuteten bereits mehrere zeitgenössische Chronisten, und auch König Alexander II. zögerte, die Bissets zu verurteilen. Erst durch den Druck von Alexander Comyn, 6. Earl of Buchan und Patrick Dunbar, 5. Earl of Dunbar sah sich der König gezwungen, Walter Bisset zu verbannen. Atholl fiel nun an Forueleth, eine Tante mütterlicherseits von Patrick, und an deren Mann David Hastings. Für Alan Fitzcount, einen unehelicher Halbbruder von Patrick, war die Verbannung der Bissets keine ausreichende Strafe. Er führte jahrelang eine Fehde gegen die irischen Besitzungen der Bissets, um Patrick zu rächen.